# Bengt Walden

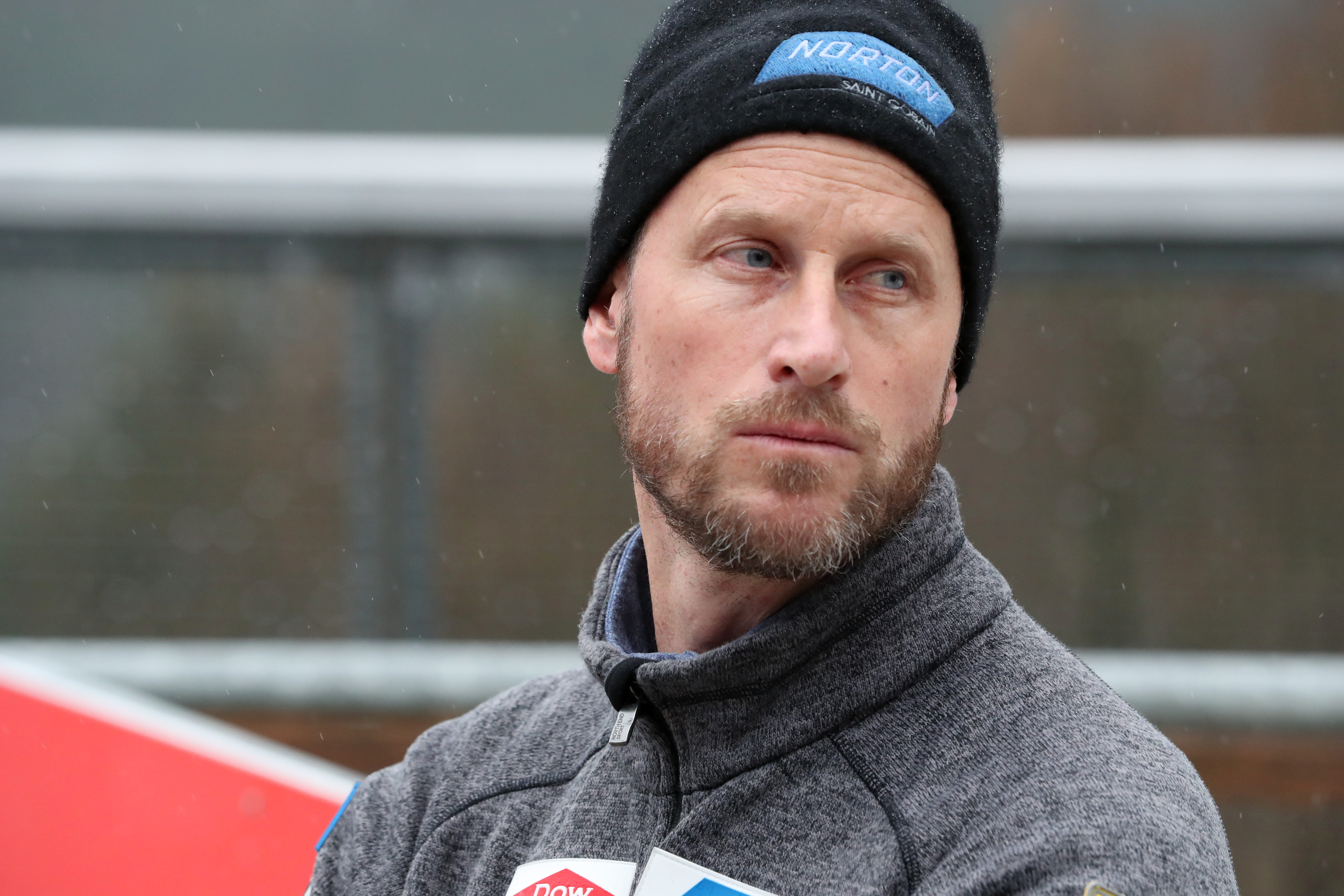
Bengt Walden (2017)

Bengt Walden (* 16. März 1973 in Nacka) ist ein ehemaliger schwedischer Rennrodler, der von 2007 bis zu seinem Karriereende im Jahr 2011 für die USA startete. Seit 2011 ist er Trainer der norwegischen Rennrodel-Mannschaft.
Bengt Walden ist seit 2007 mit der US-Rodlerin Ashley Walden verheiratet und startete seitdem für die USA. Zuvor trat der Schwede für sein Heimatland an. 1985 begann er mit dem Rodeln, ab 1988 gehörte er dem schwedischen Nationalkader an. Er startete im Einsitzer und im Doppelsitzer, zumeist mit Anders Söderberg. Walden nahm von 1990 bis 1992 an drei Juniorenweltmeisterschaften teil und fuhr dabei dreimal unter die schnellsten zehn (zweimal im Einsitzer und einmal im Doppelsitzer). Ab 1991 startete er auch bei Weltmeisterschaften in der Allgemeinen Klasse. Seine besten WM-Platzierungen waren zwei sechste Plätze im Einsitzer und im Teamwettbewerb bei den Weltmeisterschaften 2009 in Lake Placid. Zuvor war er nur einmal als Neunter des Doppelsitzer-Wettbewerbes den Weltmeisterschaften 2000 unter die schnellsten zehn gekommen. An Europameisterschaften nahm Walden von 1994 bis 2006 teil. Hierbei waren seine besten Ergebnisse der neunte Platz im Doppelsitzer 1998 und der zehnte Platz im Einsitzer 1994 gewesen. Von 1994 bis 2010 nahm Walden an vier Olympischen Winterspielen teil, nur 2006 war er nicht am Start. Als beste Olympia-Ergebnisse erzielte er den 15. Platz im Einsitzer 2010 und den 12. Platz im Doppelsitzer mit Anders Söderberg 1998.
Im Frühjahr 2011 beendete Walden im Alter von 38 Jahren seine aktive Karriere. Anschließend trat er die Nachfolge Grant Albrechts als Trainer der norwegischen Rennrodel-Mannschaft an. Nach seinem Wechsel zum US-Verband dauerte es 12 Jahre, bis 2018 mit Svante Kohala wieder ein schwedischer Rodler an einem Weltcuprennen teilnehmen konnte.